# Christoph Heinemann (Journalist, 1961)
Christoph Heinemann (* 1961 in Bonn) ist ein deutscher Journalist. Er war von 2007 bis 2019 Leiter der Abteilung Aktuelles beim Deutschlandfunk.
Christoph Heinemann studierte Geschichte, Romanistik und Musik an den Hochschulen in Köln und Florenz. Er war Stipendiat des German Marshall Fund in den USA. Von 1991 bis 1996 war er als Volontär, Redakteur und Moderator beim Zeitfunk des Süddeutschen Rundfunks (SDR 1) tätig. Danach wechselte er zunächst bis 2001 in die Redaktion Zeitfunk des Deutschlandfunks, anschließend war er bis Ende 2006 Auslandskorrespondent des Senders in Paris. Als Mitglied der Redaktion Zeitfunk ist er regelmäßig als Moderator der Sendungen Informationen am Morgen, Informationen am Mittag und Das war der Tag mit ausführlichen Interviews zu hören. Er führt diese nach Bedarf auch auf Englisch, Französisch, Italienisch und Spanisch.
Sein am 15. März 2019 in den Informationen am Morgen geführtes Gespräch mit Anton Hofreiter wurde als Beispiel dafür rezipiert, wie Politiker in Interviews versuchen, einer Antwort gezielt auszuweichen. Über neun Minuten lang stellte Heinemann immer wieder vergeblich die Frage, ob Hofreiter die Schulstreiks der Fridays-for-Future-Demonstranten gutheiße.
Für die Art der Interviewführung wurde Heinemann jedoch auch kritisiert. So merkte Stefan Fries an: „Man kann diese Methode zu fragen natürlich kritisieren, denn der Erkenntnisgewinn ist am Ende gering.“